# Nicolas Boissonnault
Pour les articles homonymes, voir Boissonnault.
Nicolas Boissonnault, né le 21 août 1793 à Saint-François-de-la-Rivière-du-Sud et mort le 6 février 1862 à New Richmond, est un marchand et homme politique canadien.

## Biographie
Il est le fils de Nicolas Boissonnault et de Marie McNeil. Il est d'abord marchand à Saint-Michel-de-Bellechasse avant de s'établir à Québec. Le 9 septembre 1817 dans la paroisse Notre-Dame-de-Québec, il épouse Madeleine Mathurin, fille de Jean-Baptiste Mathurin, boulanger, et d'Éliza Dupont.
Le 3 juin 1830, il est nommé commissaire chargé de l'ouverture d'un chemin dans la seigneurie de Saint-Vallier. Il fut propriétaire de scieries à Saint-Vallier et Saint-Thomas. Il les vend à l'entrepreneur William Price en 1833 et en devient gérant.
Lors des élections législatives bas-canadiennes de 1824, il est élu député de Hertford (renommé Bellechasse en 1829). Il est réélu aux élections de 1827, 1830 et 1834. Il appuie généralement le Parti patriote et vote en faveur des 92 résolutions. Son mandat se termine avec la suspension de la constitution le 27 mars 1838.